# Лэки, Дженнифер
Дженнифер Лэки — американская учёная, профессор философии имени Уэйна и Элизабет Джонс в Северо-Западном университете. Лэки известна своими исследованиями в области эпистемологии, особенно в области свидетельств, разногласий, памяти, норм утверждения и эпистемологии добродетели. Она является автором книги «Изучение слов: свидетельство как источник знаний», а также многочисленных статей и глав книг. Она также является соредактором книг «Эпистемология свидетельства» и «Эпистемология разногласий: новые эссе».

## Образование
Лэки окончила колледж Святой Марии в 1994 году, получив степень бакалавра по философии, а также Чикагский университет в 1995 году, получив степень магистра по философии. В 2000 году она окончила Брауновский университет, получив степень доктора философии под руководством Эрнеста Сосы. 

## Области исследований
Основные научные интересы Лэки лежат в области социальной эпистемологии. Она известна своей критикой традиционного взгляда на свидетельские показания, согласно которому свидетельские показания являются лишь передаточным, а не порождающим эпистемическим источником. С этой точки зрения, слушатели могут получить знания на основе показаний только в том случае, если сами говорящие обладают соответствующими знаниями, и, таким образом, показания передают знания от одного человека к другому, не будучи способными генерировать знания сами по себе. В книге «Изучение слов: свидетельство как источник знаний» Лэки использует свой широко обсуждаемый случай учителя-креациониста, чтобы доказать, что стандартная точка зрения ложна и что свидетельство на самом деле может быть генеративным. В этом случае преподаватель-креационист отвергает все доказательства, подтверждающие эволюционную теорию, и, таким образом, не может ни верить, ни знать, что современный Homo sapiens произошёл от Homo erectus, но тем не менее достоверно доносит этот факт о Homo sapiens до своих учеников. Это показывает, что учитель передаёт своим ученикам знания, которыми сам не обладает. Затем Лэки выдвигает теорию эпистемологии показаний, которая фокусируется на языковых или коммуникативных элементах в обмене показаниями, таких как заявления и другие акты коммуникации, а не на внутренних состояниях говорящих, таких как состояния знания и веры. 
В других работах Лэки утверждает, что нормой утверждения является разумность, а не знание, что память является генеративным эпистемическим источником и что ложь требует обмана. 
Лэки также известна тем, что выступает против центрального для эпистемологии добродетели утверждения, что знание следует понимать с точки зрения заслуженности знатока за истинность его убеждений. Лэки утверждает, что эпистемолог добродетели сталкивается с дилеммой: либо стандарты, необходимые для признания истинной веры, относительно высоки, либо они относительно низки. Если они относительно высоки, то эпистемолог добродетели не может объяснить случаи знания, полученного из свидетельств, когда заслуга за истинную веру слушателя принадлежит говорящему. С другой стороны, если стандарты относительно низкие, то эпистемолог добродетели не может отличить случаи подлинного знания от случаев Геттиера, когда у человека случайно возникает обоснованное истинное убеждение. 

## Награды и почести
Лэки получила ряд наград, включая исследовательскую стипендию Чарльза А. Рискампа от Американского совета научных обществ, премию молодого эпистемолога и стипендию Института гуманитарных наук Элис Каплан.

## Избранные труды
- Learning from Words: Testimony as a Source of Knowledge, (2008, hardback; 2010, paperback). Oxford: Oxford University Press.
- The Epistemology of Disagreement: New Essays (2013), co-edited with David Christensen. Oxford: Oxford University Press.
- The Epistemology of Testimony (2006), co-edited with Ernest Sosa. Oxford: Oxford University Press.
- "Disagreement", forthcoming in Robert Audi (ed.), The Cambridge Dictionary of Philosophy. Cambridge: Cambridge University Press.
- "Taking Religious Disagreement Seriously", forthcoming in Timothy O'Connor and Laura Frances Goins (eds.), Religious Faith and Intellectual Virtue (Oxford: Oxford University Press).
- "Lies and Deception: An Unhappy Divorce." Analysis 73 (2013): 236-48.
- "Disagreement and Belief Dependence: Why Numbers Matter," in David Christensen and Jennifer Lackey (eds.), The Epistemology of Disagreement: New Essays (Oxford: Oxford University Press, 2013): 243-68.
- "Group Knowledge Attributions," in Jessica Brown and Mikkel Gerken (eds.), Knowledge Ascriptions (Oxford: Oxford University Press, 2012): 243-69.
- "Assertion and Isolated Secondhand Knowledge," in Jessica Brown and Herman Cappelen (eds.), Assertion (Oxford: Oxford University Press, 2011): 251-75.
- "A Justificationist View of Disagreement's Epistemic Significance," in Adrian Haddock, Alan Millar, and Duncan Pritchard (eds.), Social Epistemology (Oxford: Oxford University Press, 2010): 298-325.
- "What Should We Do When We Disagree?" in Tamar Szabó Gendler and John Hawthorne (eds.), Oxford Studies in Epistemology 3 (Oxford: Oxford University Press, 2010): 274-93.
- "What Luck Is Not." Australasian Journal of Philosophy 86 (2008): 255-67.
- "Norms of Assertion." Noûs 41 (2007): 594-626.
- "Why We Don't Deserve Credit for Everything We Know." Synthese 158 (2007): 345-61.
- "Learning from Words." Philosophy and Phenomenological Research 73 (2006): 77-101.
- "Memory as a Generative Epistemic Source." Philosophy and Phenomenological Research 70 (2005): 636-58.
- "Testimonial Knowledge and Transmission." The Philosophical Quarterly 49 (1999): 471-90.

## Другая деятельность
Лэки является главным редактором журналов Episteme: Journal of Individual and Social Epistemology и Philosophical Studies, а также редактором раздела эпистемологии в Стэнфордской энциклопедии философии. 
Лэки была избрана полноправным членом совета директоров Американской философской ассоциации в ходе первого в истории ассоциации голосования на эту должность. Лэки приступила к исполнению своих обязанностей на трёхлетний срок с 1 июля 2014 г.
Лэки была гостьей на «Philosophy Talk» по теме разногласий, обсуждала социальную эпистемологию с Элвином Голдманом на Philosophy TV и давала интервью для 3:AM Magazine.

## Статьи, в которых обсуждаются работы Лэки
- Benjamin McMyler, "Responsibility for Testimonial Belief"
- Masashi Kasaki, "Subject-Sensitive Invariantism and Isolated Secondhand Knowledge"
- Spyridon Palermos, "Dualism in the Epistemology of Testimony and the Ability Intuition,"
- Rachel R. McKinnon, "What I Learned in the Lunch Room about Assertion and Practical Reasoning,"
- Matthew A. Benton, "Expert Opinion and Second-Hand Knowledge"
- Neil Levy, "What, and Where, Luck Is: A Response to Jennifer Lackey"
- Don Fallis, "Are Bald-Faced Lies Deceptive after All?"
- Timothy Perrine, "In Defense of Non-Reductionism in the Epistemology of Testimony"
- Mark Nicholas Wales, "A Problem with Defining Testimony: Intention and Manifestation"
- Andrew Cullison, "On the Nature of Testimony"
- J. Adam Carter and Emma C. Gordon, "Norms of Assertion: The Quantity and Quality of Epistemic Support,"